# Óscar Romero
Óscar Arnulfo Romero y Galdámez (15 tháng 8 năm 1917 - 24 tháng 3 năm 1980) là một hiển thánh, giám mục người El Salvador của Giáo hội Công giáo. Hiện nay, Giáo hội Công giáo đã chính thức công nhận án tuyên thánh cho ông và đang định ngày cử hành nghi thức. Ông nguyên là tổng giám mục của San Salvador, nổi tiếng với việc chống lại các vấn đề như: nghèo đói, bất công trong xã hội, việc ám sát và tra tấn. Năm 1980, ông bị ám sát trong khi đang cử hành thánh lễ.
Năm 1997, Giáo hoàng Gioan Phaolô II đã phong cho Tổng giám mục Romero danh hiệu Tôi tớ Chúa, và mở ra lộ trình tuyên chân phước và tuyên thánh cho ông.
Ngày 3 tháng 2 năm 2015, Giáo hoàng Phanxicô ban hành một sắc lệnh công nhận rằng Tổng giám mục Romero là người tử đạo, và ông bị sát hại vì bị người khác hận thù về đức tin, chứ không phải là một vụ ám sát chính trị. Lễ tuyên phong Chân phước cho ông nhanh chóng được cử hành vào ngày 23 tháng 5 cùng năm.
Ngày 7 tháng 3 năm 2018, Giáo hoàng Phanxicô đã chuẩn y án tuyên phong Hiển thánh. Lễ tuyên phong được ấn định vào ngày 14 tháng 10 năm 2018.

## Tiểu sử

### Thân thế và linh mục
Tổng giám mục Oscar Romero, tên đầy đủ là Oscar Arnulfo Romero y Galdamez sinh ngày 15 tháng 8 năm 1917 tại Ciudad Barrios, El San Salvador, trong một gia đình có tám người con. Sau quá trình tu học tại các chủng viện theo quy định của Giáo luật, Phó tế Romero tiến đến việc được truyền chức linh mục tại Rôma vào ngày 4 tháng 4 năm 1942.
Sau khi thụ phong linh mục, vị linh mục trẻ tuổi ở lại Roma để theo học chương trình tiến sĩ thần học. Tuy nhiên, đang học dở dang, ông được gọi về quê hương vì cuộc nội chiến và Giáo jội tại nước này thiếu linh mục. Trong hơn 20 năm sau đó, linh mục Romeo đảm nhiệm vai trò linh mục chính xứ và thư ký cho Tòa giám mục San Miguel.

### Giám mục
Ngày 25 tháng 4 năm 1970, Tòa Thánh loan báo tin Giáo hoàng đã quyết định tuyển chọn linh mục Óscar Romero, 53 tuổi, làm Giám mục Hiệu tòa Tambeae, chức Giám mục phụ tá Tổng giáo phận San Salvador. Lễ tấn phong cho vị tân giám mục được cử hành sau đó vào ngày 21 tháng 6 cùng năm, với phần nghi thức truyền chức được cử hành cách trọng thể bởi ba giáo sĩ cấp cao: Chủ phong cho vị tân chức là Tổng giám mục Girolamo Prigione, Sứ thần Tòa Thánh tại El Salvador; Hai vị còn lại, với vai trò phụ phong, gồm có Tổng giám mục San Salvador Luis Chávez y González và Giám mục Arturo Rivera Damas, S.D.B., Giám mục Phụ tá San Salvador. Tân giám mục chọn cho mình châm ngôn: Sentire cum Ecclesia.
Năm 1971, ông được chọn làm Tổng Thư kí Liên Hội đồng Giám mục Trung Mỹ và Panama. Ông giữ chức vụ này đến năm 1972. Hơn bốn năm sau khi được chọn làm giám mục, ngày 15 tháng 10 năm 1974, Tòa Thánh thông báo thuyên chuyển Giám mục Romero làm Giám mục chính tòa Giáo phận Santiago de María.

### Tổng giám mục
Chỉ hơn hai năm tại Giáo phận Santiago de María, ngày 3 tháng 2 năm 1977, Tòa Thánh quyết định thuyên chuyển Giám mục Óscar Romero về Tổng giáo phận San Salvador trên cương vị Tổng giám mục chính tòa. Lễ nhậm chức của ông được cử hành vào ngày 22 tháng 2 sau đó.
Ngày 12 tháng 3 cùng năm, linh mục Dòng Tên Rutilio Grande, một trong những linh mục được ông cử hành nghi thức truyền chức đầu tiên, là một linh mục đấu tranh cho những người nghèo, bị sát hại. Nhận được tin, Tổng giám mục Romero đã phản ứng rất mạnh mẽ: Ông quyết định đóng cửa toàn bộ các trường học do Giáo hội quản lý trong ba ngày và đình hoãn mọi thánh lễ trên toàn quốc trong một tuần lễ tiếp theo, ngoại trừ một thánh lễ đặc biệt được cử hành tại nhà thờ chính tòa San Salvador.
Trong bài giảng tại thánh lễ đặc biệt và các lễ chủ nhật sau đó, Tổng giám mục Romero thẳng thắn tố cáo những tội ác, bất công do giới cầm quyền gây nên. Nhằm phản ứng trước thái độ thờ ơ của chính phủ trước các vụ bắt bớ, giết hại, Tổng giám mục Romero đã phản ứng bằng cách không tham gia nghi lễ nhậm chức của tân tổng thống của nước này. Trong một động thái khác được đánh giá là can đảm, vị Tổng giám mục quyết định cho mở cửa chủng viện tại trung tâm thủ đô San Salvador và ngày thứ hai Lễ Phục Sinh năm 1978 với mục đích đón tiếp tất cả các nạn nhân của các vụ bạo động. Hàng trăm người vô gia cư, đói rách và bị hành hung đã quyết định đi đến chủng viện. Ngoài ra, ông cũng cho dừng thi công công trình xây dựng nhà thờ chính tòa Tổng giáo phận San Salvador và phát biểu: Khi nào chiến tranh chấm dứt, những người đói khổ được ăn uống đầy đủ và trẻ con được giáo dục, lúc đó chúng ta sẽ tiếp tục xây cất nhà thờ chính tòa.

### Bị ám sát
Những hành động cương quyết của Tổng giám mục khiến ông này trở thành mục tiêu cần tiêu diệt đối với các cá nhân có thế lực tại El Salvador. Ông luôn luôn bị đe doạ, đối diện với nguy hiểm. Tuy bị đe dọa, ông quyết định không dừng dừng có những phát biều cứng rắn hay đi trú ẩn.
Chiều ngày 24 tháng 3 năm 1980, Tổng giám mục Romero cử hành lễ cầu hồn cho thân mẫu của một người bạn tại nguyện đường tại một bệnh viện ở thủ đô San Salvador. Sau bài giảng đầy hùng hồn, ông bị bắn chết. Chính phủ El Salvador chỉ xin lỗi chung và không có động thái truy tìm hung thủ bắn chết cố Tổng giám mục.
Đại tá Roberto D'Aubuisson được báo chí El Salvador cho rằng là người đã chỉ định thiếu tá Alvaro Rafael Saravia ám sát Tổng giám mục Romero. Thiếu tá này là một thành viên của Biệt đội Tử thần El Salvador và đại tá Roberto D'Aubuisson là người sáng lập đảng ARENA. Thiếu tá Saravia sau đó được dàn xếp cho di cư sang Mỹ vào giữa thập niên 1980, nhưng sau đó, ông ta bị bắt và bị đưa ra tòa. Tòa phán quyết ông này bồi thường cho thân nhân cố Tổng giám mục Romero 10 triệu đô-la Mỹ.

## Con đường Tuyên thánh

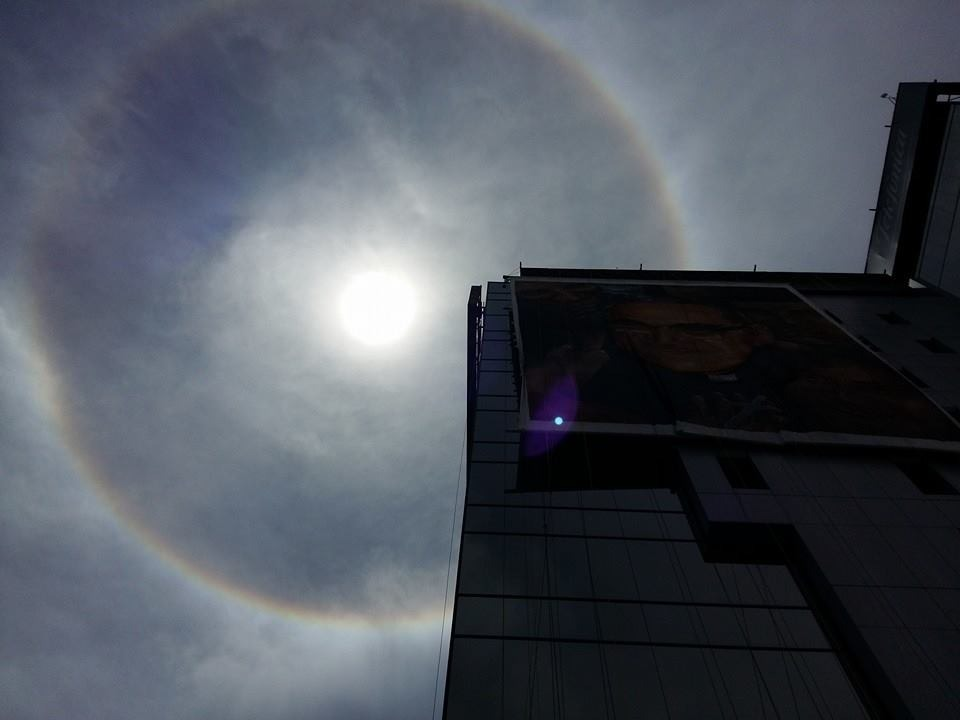
Hiện tượng ngày tuyên phong Chân phước

Năm 1997, Giáo hoàng Gioan Phaolô II đã phong cho Tổng giám mục Romero danh hiệu Tôi tớ Chúa, và mở ra lộ trình tuyên chân phước và tuyên thánh cho ông.
Hồng y Angelo Amato chủ sự thánh lễ tuyên phong bậc Chân phước cho Tổng giám mục Oscar Romero vào ngày 23 tháng 5 năm 2015, với 250.000 người tham dự. Thánh lễ diễn ra tại quảng trường Chúa Kitô Đấng Cứu Chuộc ở San Salvador. Sau khi hồng y Amato đọc sắc lệnh của Giáo hoàng Phanxicô công nhận Tổng giám mục Romero là vị tử đạo vì đức tin và tuyên phong Chân phước, thánh tích của ông chiếc áo sơ mi dính máu ông mặc khi bị bắn chết được rước lên, bầu trời xám xịt vốn kéo dài trong một tuần mưa bão như mở ra và Mặt Trời ló dạng với một vầng hào quang.
Ngày 7 tháng 3 năm 2018, Giáo hoàng Phanxicô chuẩn y án phong Hiển thánh của Giáo hội Công giáo Rôma cho cố Tổng giám mục Romero. Ông chính thức được tôn phong Hiển thánh vào ngày 14 tháng 10 cùng năm.